# Bellini (Cocktail)

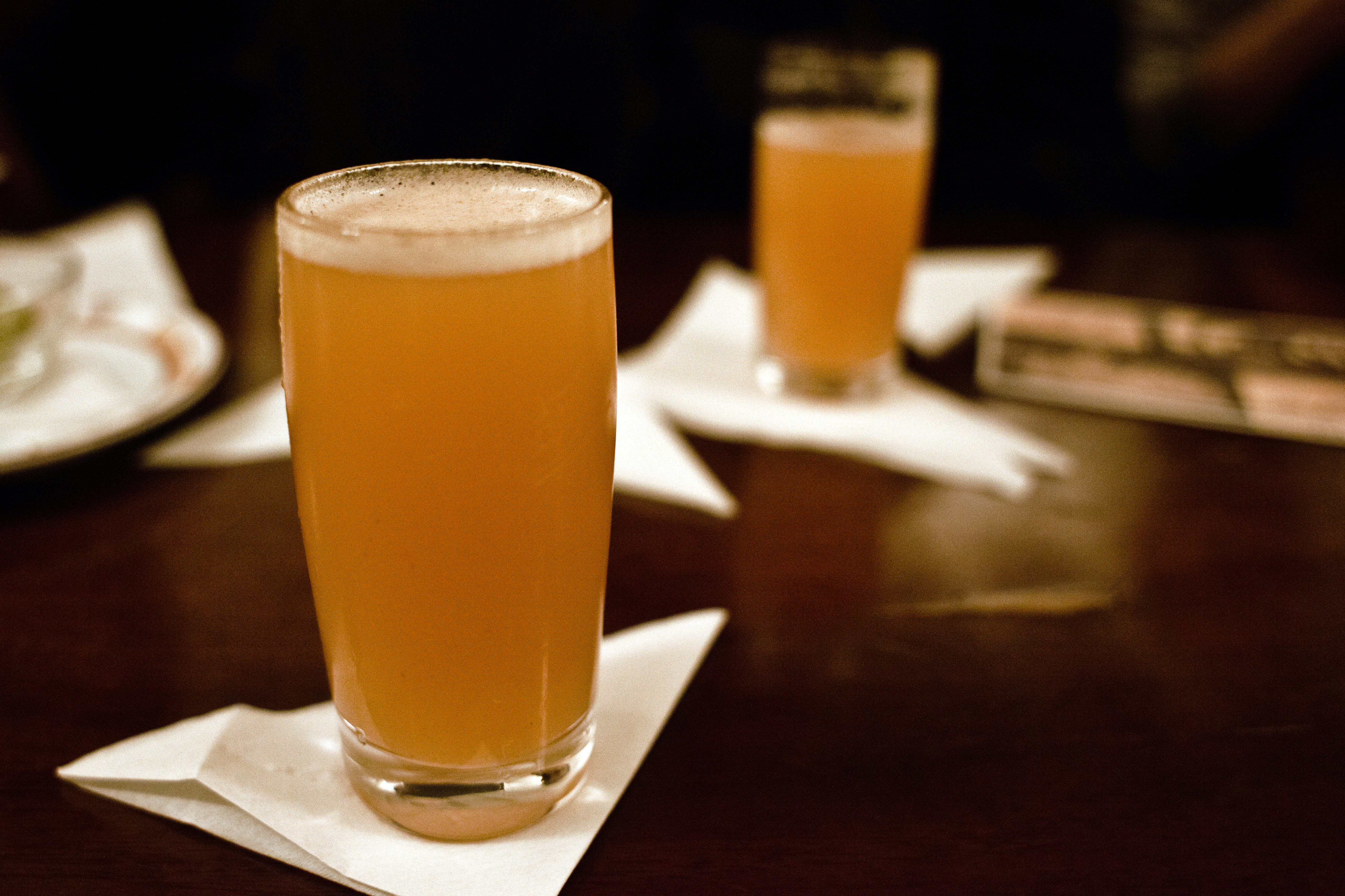
Bellinis in Harry’s Bar in Venedig.

Bellini ist ein Cocktail, der aus trockenem Prosecco, Sekt oder Champagner, einem halben pürierten weißen Pfirsich
und nach Geschmack etwas Zuckersirup besteht. Der Bellini gehört zu den Zeitgenössischen Klassischen Cocktails der International Bartenders Association.

## Geschichte
Entwickelt wurde der Bellini von Giuseppe Cipriani (1900–1980) im Jahr 1948. Cipriani eröffnete am 31. März 1931 Harry’s Bar in Venedig, die ein Lieblingsaufenthaltsort von Ernest Hemingway, Sinclair Lewis und Orson Welles war. 
Benannt ist der Bellini nach dem venezianischen Maler Giovanni Bellini, der zusammen mit seinem Bruder Gentile Bellini die Venezianische Malschule gründete.
Der Bellini avancierte in Venedig schnell zum beliebten Cocktail und gehört mittlerweile zu den international bekannten Klassikern. In Harry’s Bar wird er noch heute gemixt und ist als Signature Drink ein wichtiger Werbeträger der Bar.

## Fertigcocktail
Inzwischen sind im Handel eine Vielzahl von Fertigcocktails in Flaschen oder Dosen erhältlich und werden mit der Geschmacksrichtung „Bellini“ bezeichnet. Dabei handelt es sich teilweise um aromatisierte weinhaltige Getränke, die mit dem traditionell aus weißen Pfirsichen hergestellten Cocktail nur den Namen gemein haben.